# 多齒新米蝦
多齒新米蝦（學名：Neocaridina denticulata，有不少異名被廣泛使用），台灣水族市場上的「黑殼蝦」多為此種及另一種異足新米蝦，生物分類屬於匙指蝦科新米蝦屬，陸封型淡水蝦種，分布於越南、香港、台灣、中国大陆、琉球、日本及韓國。具協助清除殘餌、藻類之功用，可混養於水族箱作為魚缸之清道夫，或是作為中大型肉食性魚類的餌料；但個體食藻種類與食量不敵大和藻蝦，因為價格便宜、容易飼養而以量取勝。其近親異足新米蝦擁有各體色變種相當受水族玩家歡迎，其中尤以紅色系變種「玫瑰蝦」最為常見。

## 名稱
「黑殼蝦」是多齒新米蝦(Neocaridina denticulata)、異足新米蝦(Neocaridina davidi)、臺灣米蝦 (Caridina formosae)與擬多齒米蝦(Caridina pseudodenticulata)的泛稱，其中在臺灣分布最廣的可能是異足新米蝦。

## 形態與特徵
額角平直或稍向下彎，上緣前端約五分之一範圍內不具額齒。尾柄末緣呈三角形，中央後緣具有一不可動棘。體色變化多，大致有紅棕色、深藍色、深綠色至黑褐色，大型之抱卵雌蝦體色較深，中、小型及雄性個體稍呈半透明。成蝦體型約1-2公分。以藻類或有機碎屑為食，並且為其他大型魚蝦之食物。

## 分布與棲地
多齒新米蝦主要分布在稍具海拔的山澗溝渠，或是水流速度較緩的小溪流中；部分河川下游或出海口雖然亦有分佈，但卻因為單位面積分布的個體數量稀疏，對於採集者而言不具收成效益，因此台灣市面上所販售的黑殼蝦，幾乎全數來自野生採集，同時採集地點又多集中於中部或東部山區。
由於多齒新米蝦的棲息環境較為特殊，因此這類小型米蝦或新米蝦，多數喜好涼爽、流動且富於溶氧的潔淨環境，然而這種特殊的棲息環境，卻讓牠們恰好適應許多以低溫方式⼤量栽植水生植物的造景缸中；特別是許多對溫度敏感，同時枝葉較為密集的水草或苔蘚，往往需要這類能在低溫環境努力工作的黑殼蝦，負擔清除附著性藻類的重責大任。

## 繁殖
母蝦性成熟時，在背部、頭部後方有一塊變色部位，那是卵巢。母蝦通常比公蝦大，在繁殖時會在腹部抱住受精卵，蝦卵在孵化過程中逐漸變色，直到仔蝦孵出後脫離母體自行求生。

## 用途
- 觀賞蝦

一般多齒新米蝦呈透明狀，體色主要為黃褐色，體表分布有不同規則與大小的斑紋，另有偏黑、綠、紅等個體出現。
- 生物指標

目前研究顯示，低濃度的外因性內分泌干擾物質或氨就會對多齒新米蝦產生相當大的影響，包括抑制成長與繁殖能力，故調查河川內多齒新米蝦的存在與否及族群數量，可用於研判河川水質受污染的程度。目前已被行政院環境保護署列為河川排放水之生物毒性檢測物種。

## 相關物種
- 異足新米蝦 Neocaridina davidi
- 玫瑰蝦 Neocaridina davidi var. "red"